# Kargil (stad)
Kargil (Hindi: कारगील; Balti / Ladakhi: ཀརགིལ་) is de winterhoofdstad van het Indiase unieterritorium Ladakh. Het is de grootste plaats in het Indiase deel van Baltistan en de administratieve zetel van het district Kargil. Kargil telt ongeveer 10.000 inwoners en is daarmee na zomerhoofdstad Leh de tweede stad van Ladakh. Kargil ligt op ongeveer 2.650 meter boven zeeniveau in de Suruvallei. De rivier de Suru, een zijrivier van de Indus, stroomt langs de stad. Vanwege de nabijheid van de Line of Control, de bestandslijn tussen India en Pakistan, heeft Kargil een belangrijke militaire aanwezigheid. In 1999 vochten de twee kernmachten een korte oorlog rondom Kargil.

## Ligging
Kargil is omgeven door hooggebergte. Ten zuidwesten van de plaats liggen de Zanskar Range en de Grote Himalaya, in het noorden liggen de Ladakh Range en de Karakoram. De Suru ontspringt rond de 150 km ten zuiden van Kargil. De rivier stroomt vanaf Kargil naar het noorden, over de Line of Control, om ten zuiden van Khaplu in de Indus uit te monden.
Kargil ligt aan de National Highway 1D, de belangrijkste over de grond lopende verbinding van Ladakh met het unieterritorium Jammu en Kasjmir. Om die reden heeft de plaats een grote militair-strategische waarde. De Leh-Srinagar Highway loopt vanaf Srinagar in de Kasjmirvallei over de Zoji La (3.528 m hoog); dan over Dras naar Kargil. Srinagar en Dras liggen respectievelijk 204 en 60 km van Kargil. Tussen Dras en Kargil loopt de National Highway 1D door het dal van de rivier de Dras. Dit dal komt een paar kilometer ten westen van Kargil samen met de Suruvallei.
Vanaf Kargil loopt de National Highway 1D naar het zuidoosten over de Namika La (ongeveer 3.700 m hoog), de Fotu La (4.108 m hoog) en Lamayuru naar Leh, dat 234 km van Kargil vandaan ligt. Vanwege sneeuwval is Kargil ongeveer de helft van het jaar niet per weg bereikbaar.

## Bevolking
In 2001 had Kargil 9944 inwoners, waarvan 61% mannelijk. Het alfabetisme ligt met 73% ruim boven het Indiaas landelijk gemiddelde. 10% van de bevolking was in 2001 onder de 6 jaar oud. 
De inwoners spreken een overgangsdialect tussen het Balti en het Ladakhi, beide West-Tibetaanse dialecten. De meerderheid van de bevolking is islamitisch, voornamelijk (ongeveer 90%) aanhanger van het sjiisme. De bevolking van Baltistan was oorspronkelijk boeddhistisch en behoorde daarom cultureel gezien (net als de rest van Ladakh) tot Tibet. In de 14e en 15e eeuw drong de islam het gebied binnen. Tegenwoordig vormen boeddhisten een minderheid van 5%; de overige 5% van de bevolking is soennitisch moslim.